# Praška skupina
Praška skupina je književna skupina u Hrvatskoj u doba modernizma, okupljena oko kulturno-političkog časopisa "Hrvatska misao" (1897.). Glavni ideolog skupine bio je Milan Šarić koji u svome članku Hrvatska književnost objedinjuje književni program skupine. Kod njihovih ideja bila je naglašena važnost tendencioznosti u književnosti.
Nakon paljenju mađarske zastave u Zagrebu, osuđeni studenti odlaze studirati u Prag, gdje su došli pod snažan utjecaj češkoga nacionalnog pokreta na čelu s Tomášom Masarykom. Nakon povratka u domovinu drže da se umjesto radikalnih akcija više treba usmjeriti na kulturno uzdizanje narodnih masa. 

## Poveznice
- Bečka skupina